# RUSAL
Compañía Unificada RUSAL (del ruso: ОК РУСАЛ), /OK RUSAL/) es la empresa de aluminio más grande del mundo.  RUSAL supone casi el 9% de la extracción primaria de aluminio mundial y el 9% de la producción mundial de alúmina. La Compañía Unificada surgió de la fusión entre RUSAL (en ruso: Русский алюминий, SUAL y los activos de alúmina de Glencore, un proceso que finalizó en marzo de 2007. La empresa opera en 19 países en los cinco continentes y tiene contratadas a más de 72.000 personas que trabajan en todas sus operaciones y oficinas internacionales. La empresa está constituida en Jersey, donde se encuentra su centro financiero, aunque su sede se encuentra en Moscú (Rusia).

## Historia
RUSAL es el líder mundial de la industria del aluminio y supone aproximadamente el 9% de la producción mundial de aluminio y el 9% de la extracción de alúmina. Durante su creación como un holding del aluminio amplio y verticalmente integrado, ha tenido un papel decisivo en la consolidación de la industria rusa del aluminio.